# Jef Scheirs

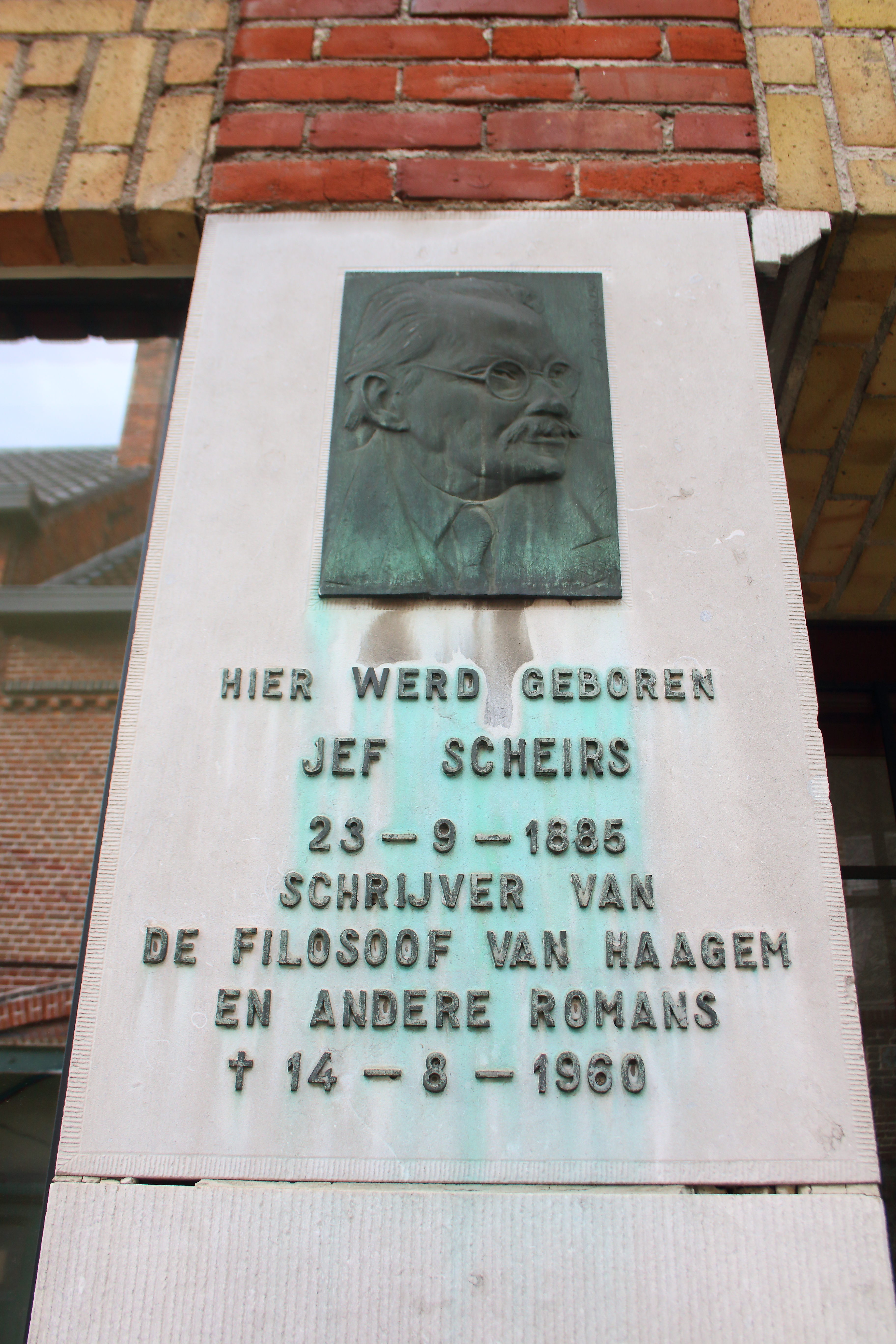
Herdenkingsplaquette geboortehuis Jef Scheirs, Lambroeckstraat, Oudegem

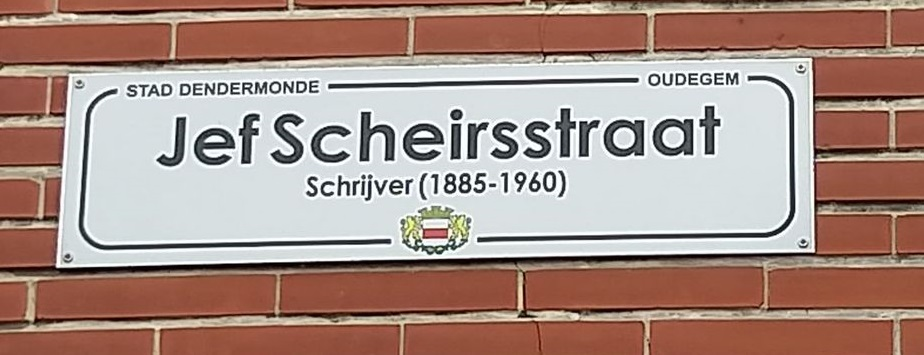
Jef Scheirsstraat, Oudegem

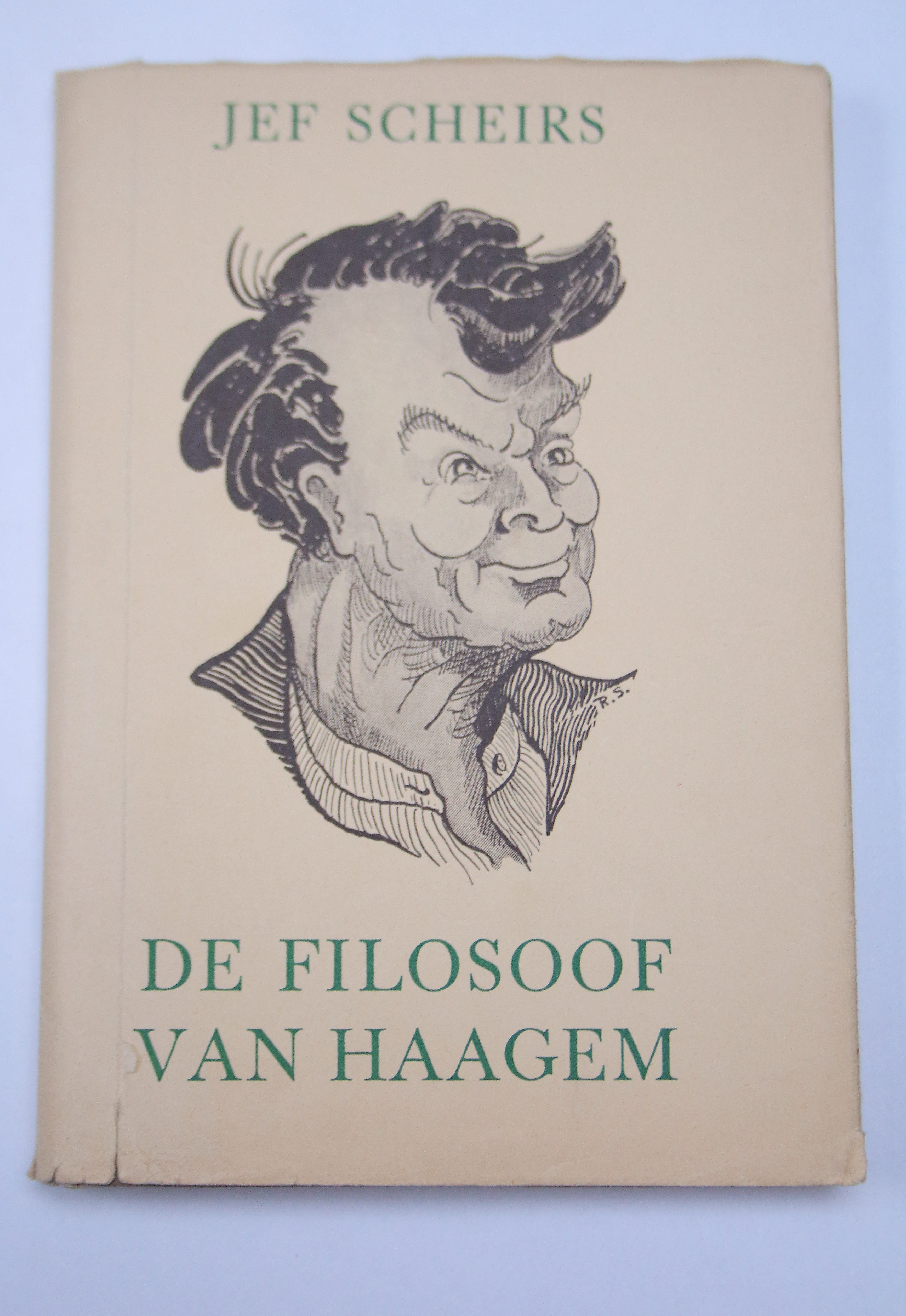
De Filosoof van Haagem

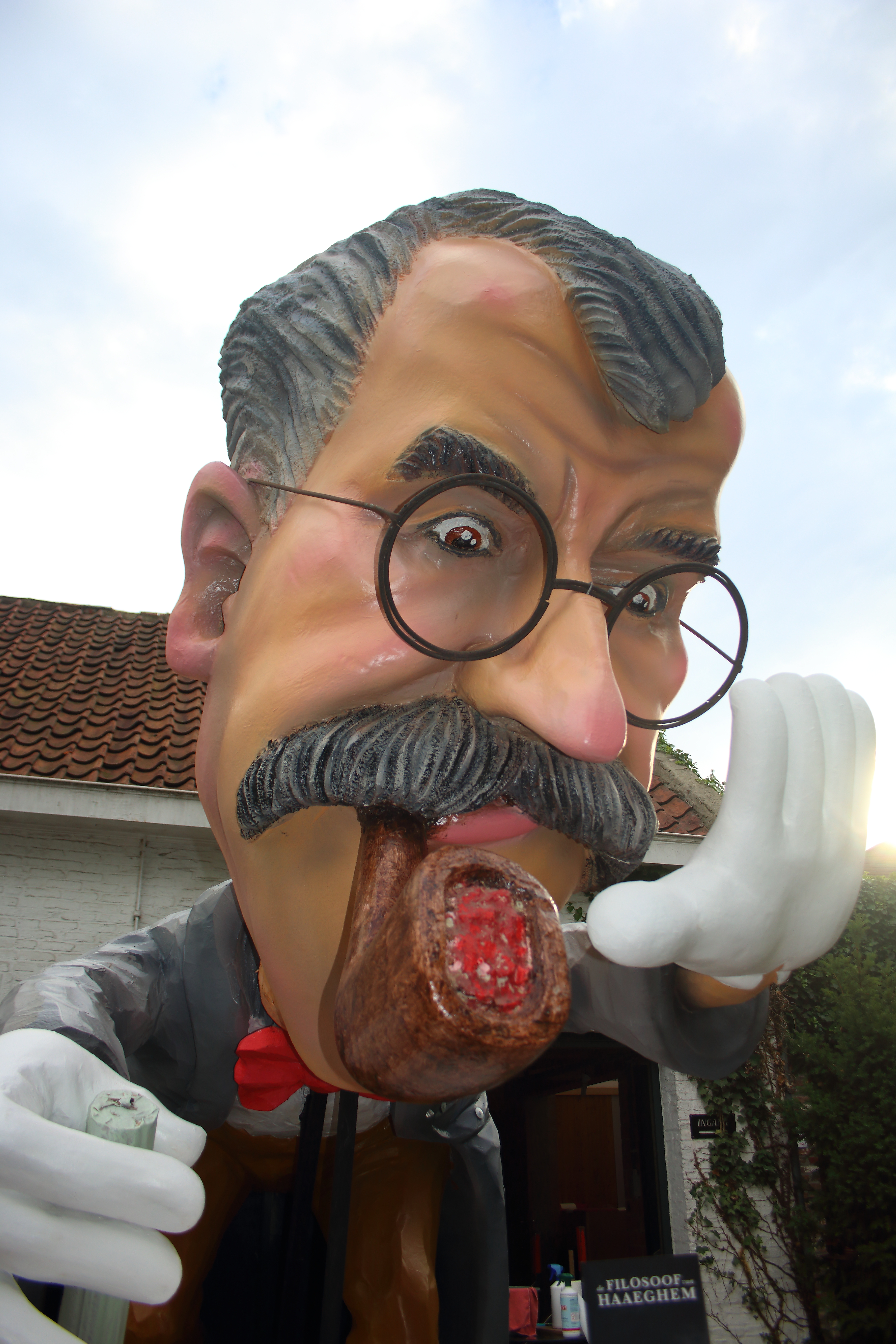
Reus Jef Scheirs, Oudegem

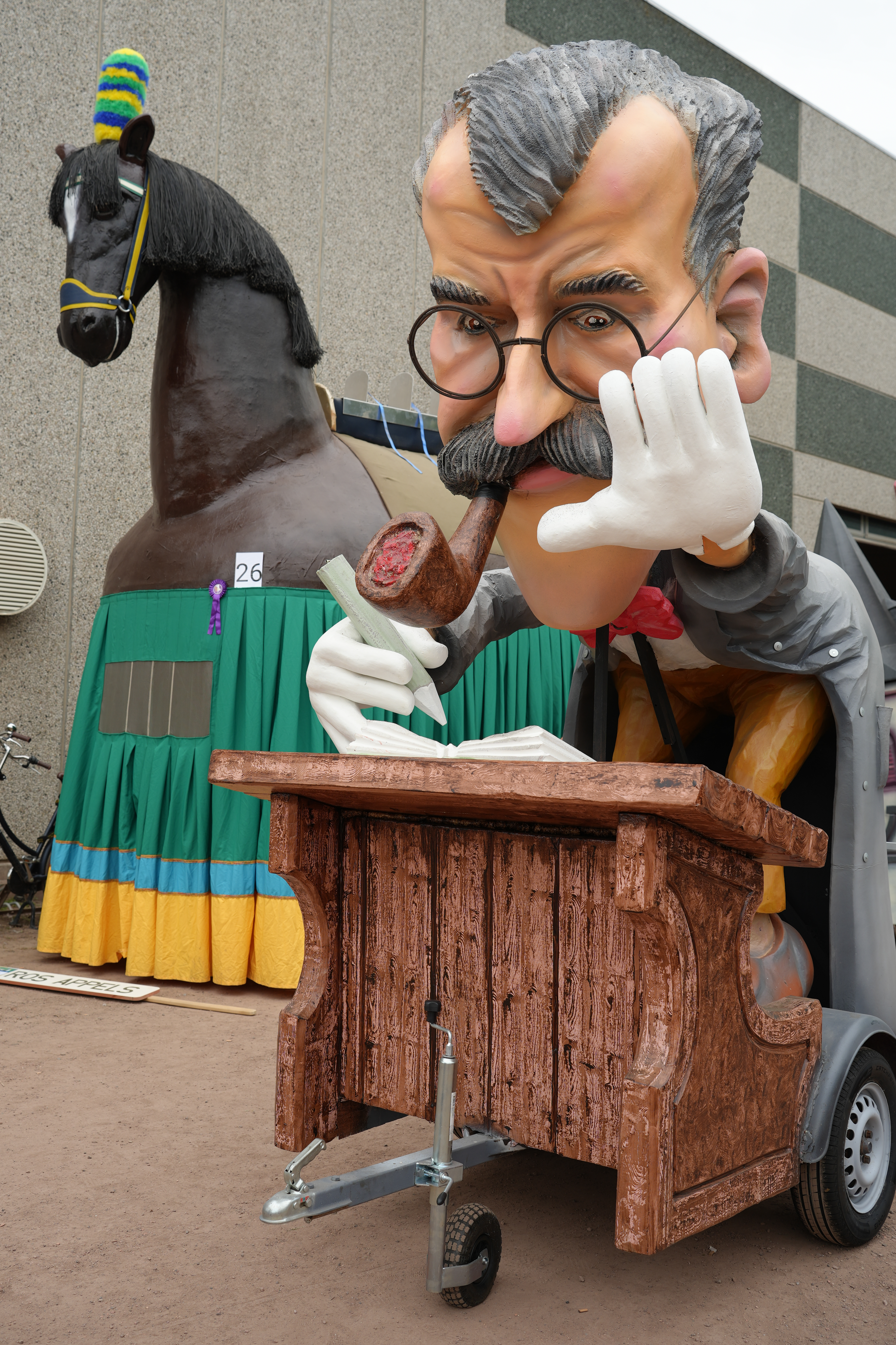
Ros Appels en reus Jef Scheirs

Jef Scheirs (Oudegem, 23 september 1885 – Sint-Agatha-Berchem, 14 augustus 1960), officieel Alois Jozef Louis Scheirs, was een Belgisch schrijver van volksboeken.
Hij kende aanzienlijk succes met de roman De filosoof van Haagem, die op zeer grote oplage werd verspreid en meermaals voor toneel en tv werd verwerkt.

## Levensloop
Jef Scheirs werd geboren in Oudegem op 23 september 1885. Hij was een zoon van Domien Scheirs (1826-1897) en van Maria Arets (1847-1908), die trouwden in 1881.
Na de middelbare school te hebben doorlopen tot in de poësis, ging hij, na de dood van zijn vader, werken in het ouderlijk landbouwbedrijf.
Hij trouwde in 1911 met Maria-Mathilde Veldeman.
Toen het dagblad Het Volk tijdens de Eerste Wereldoorlog een prijs uitloofde voor feuilletonromans zond hij De laatste Alruine in. Hij won wel de prijs niet, maar bij de jury - kanunnik Amaat Joos, Marie-Elisabeth Belpaire, Lodewijk Dosfel en dr. Jules Persyn - bleef hij niet onopgemerkt.
Jules Persyn publiceerde verschillende van zijn verhalen in Dietsche Warande en Belfort: Kaduin, Vogel, Tjoken. Hij verhuisde toen met het gezin naar Aalst, waar een handel werd begonnen. In 1924 werd hij ambtenaar-vertaler bij het Ministerie van Landbouw, wat hij bleef tot in 1950.
Datzelfde jaar werd zijn eerste roman Loutering, in een prijskamp georganiseerd door het Davidsfonds, met de tweede prijs bedacht. De jury prees zijn sociale bewogenheid. In 1926 werd de roman door het Davidsfonds op 18.000 exemplaren verspreid.
In 1927 publiceerde hij Typen uit het simpel leven, zijn verhalen eerder gepubliceerd in Dietsche Warande en Belfort en in Hooger Leven.
In 1928 verscheen De filosoof van Haagem. Het werk oogstte een enorm succes (eerste druk op 50.000 exemplaren), zowel in Vlaanderen als in Nederland. Het werd ook bij herhaling herwerkt als toneelstuk en operette.
In 1967 werd op de toenmalige BRT de zesdelige tv-reeks De filosoof van Haeghem uitgezonden, onder de regie van Maurits Balfoort, met Romain Deconinck in een van de hoofdrollen.
In 1934 publiceerde hij zijn laatste roman, Ergens zong een vogel.
Hij was vader van twaalf kinderen en werd een van de medestichters van de Vlaamsgezinde Aalsterse bond Vlaamsche Kinderzegen. Hij stierf op 14 augustus 1960 in Sint-Agatha-Berchem.
Zijn archief werd overgedragen aan het Letterenhuis in Antwerpen.

## Publicaties
- De stalen tempel,  roman, 1924.
- Loutering, roman, Leuven, Davidsfonds, Drukkerij Excelsior Brugge, 1926.
- Een kindje en twee velo’s, roman, Dendermonde, 1927.
- De boetseerder der smart, roman, Averbode, 1927.
- Uit het simpel leven, novellen, Dendermonde, 1927.
- De filosoof van Haagem, roman (1ste deel), Leuven, Davidsfonds, 1928, drukkerij Excelsior Brugge.
- De boom van de trouw, Roeslare, Deraedt, 1928.
- Affligem in brand, historisch verhaal, Dendermonde, 1930.
- Het einde der wereld, futuristische roman, Schoten, 1931.
- Het Geheim van den toren. Hoe “vagebond” stierf, verhaal, Averbode, Vlaamse Filmkes, 1931.
- De duivel hangt, toneel, Dendermonde, 1931.
- De filosoof van Haagem, roman (2e deel), Aalst, 1932.
- Uit den leevene van doolaards, novellen, Dendermonde, Ros Beiaard, 1933.
- De ridder van het slot van Laerne, historische roman, titelbladzijde door Flori Van Acker, houtsneden door Victor Stuyvaert, historische opzoekingen door Jef Crick, 1933.
- Ergens zong een vogel, roman, Dendermonde, Ros Beiaard, 1934.

## Eerbetoon
- In Oudegem is een straat naar Scheirs genoemd, en een gedenkplaat aan hem gewijd.
- De herinnering aan de Filosoof van Hagem en aan zijn auteur worden er in ere gehouden. Een plaatselijk feestcomité zorgt tijdens Haagem kermis voor de jaarlijkse verkiezing van een Petatje en voor een Gouden Petattenworp vanop de pui van het oude gemeentehuis[2], waarbij dorpsfilosoof Titten de massa toespreekt.
- In 2008 werd een reus Jef Scheirs ingehuldigd[3], die in 2020 gerestaureerd werd[4]. Ook 'Petatje' is een Oudegemse reus[5][6].
- In 2020 werd een nieuwe versie uitgegeven van De Filosoof van Haeghem door Oudegemnaar Yves Heymans[7][8][9].
- Er werd in 2020 ook een 'Patatje'- en een 'Filosoof'-bier uitgebracht.